# Simon de Langres
Simon de Langres, francoski dominikanec, škof in apostolski nuncij, * ?, † 1384.
Med letoma 1352 in 1366 je bil mojster reda bratov pridigarjev (dominikancev).